# 4GL
4GL (4th generation language – język czwartej generacji) – dowolny język programowania, pozwalający przy użyciu krótkich instrukcji stworzyć program, którego napisanie w językach niższej (np. trzeciej, 3GL) generacji wymaga użycia setek lub tysięcy razy większej liczby wierszy kodu źródłowego. 4GL często dopuszcza pisanie fragmentów kodu w kilku językach 3GL jednocześnie.
Podstawowym wyróżnikiem języka 4GL jest jego specjalizacja, tworząca z języka efektywne narzędzie w ramach ściśle określonego obszaru zastosowań. Termin „4GL” został użyty po raz pierwszy w publikacji Jamesa Martina w publikacji „Applications Development Without Programmers” w roku 1982.

## Języki czwartej generacji
- Języki zapytań do baz danych
  - FOCUS
  - PL/SQL
  - NATURAL
  - OpenEdge ABL
  - SQL
  - QBE

- Generatory raportów / stron
  - BuildProfessional
  - GEMBase
  - IDL-PV/WAVE
  - LINC
  - Metafont
  - NATURAL
  - Oracle Reports
  - PostScript
  - RPG-II
  - S
  - GAUSS
  - Mathematica

- Przetwarzanie danych, analiza i raportowanie
  - Clarion
  - Ab Initio
  - ABAP
  - Aubit-4GL
  - DASL
  - FOCUS
  - GraphTalk
  - Informix-4GL
  - NATURAL
  - Nomad
  - R
  - Ramis
  - SAS
  - Synon
  - CorVision

- Języki strumienia danych
  - APE
  - AVS
  - Iris Explorer

- Generatory ekranów
  - Oracle Forms
  - Unify Accell

- Tworzenie GUI
  - 4th Dimension
  - Delphi
  - eDeveloper
  - MATLAB’s GUIDE
  - Revolution
  - Visual Basic (edycja formatek)
  - Windows Forms (część .NET)
  - OpenROAD